# Aprendiz 4: O Sócio
Aprendiz 4 - O Sócio foi a quarta temporada do reality show O Aprendiz, apresentado por Roberto Justus e exibido no Brasil pela Rede Record. O programa foi anunciado na final da terceira edição, juntamente com uma alteração no prêmio: o vencedor se tornaria sócio de Justus numa empresa onde o apresentador ficaria como majoritário (51%) e o sócio com 49%, diferentemente das três edições anteriores que garantiram empregos para os respectivos vencedores.
Para auxiliá-lo na avaliação, Justus contou com o apoio de dois conselheiros: o Presidente da Unimark/Longo, Walter Longo, repetindo seu papel da terceira edição, e Fernando Gameleira, sócio da G2 Publicidade e facilitador do seminário Empretec do SEBRAE. Gameleira acompanhava as equipes enquanto realizavam as tarefas e também aconselhou Justus nas Salas de Reunião dos três últimos episódios. A quarta temporada inaugurou uma longa parceria com o SEBRAE, que se manteve grande parte das edições posteriores.
O programa teve sua estreia em 3 de maio de 2007, com um episódio especial com cenas da fase de seleção dos 32 candidatos finais. O prêmio de R$ 1 milhão, dividido em R$ 500 mil incorporados à nova empresa como capital inicial e os outros R$ 500 mil pagos a título de pró-labore do sócio, foi para o candidato Tiago de Aguiar Pereira na final da temporada, exibida ao vivo em 28 de junho de 2007. A sua sociedade com Justus deu origem à empresa DWA, para a fabricação de lenços para lavagem de carros sem água, ideia apresentada por Tiago durante o programa. A tecnologia desenvolvida foi posteriormente vendida para uma outra empresa atuante na área.
Em 2013, o candidato Antonio Carlos Braga Júnior foi convidado para participar de Aprendiz - O Retorno, compondo o elenco com outros participantes de temporadas diversas. Braga foi demitido no quarto episódio da atração.

## Produção
Com 28 mil inscritos para a quarta edição do programa, Aprendiz 4 - O Sócio rendeu 11 pontos de média no Ibope. O bom desempenho abriu caminho para a realização de uma nova edição em um molde similar, Aprendiz 5 - O Sócio.

## Controvérsias

### Agressão após demissão
Segundo notas publicadas pela imprensa, uma das eliminações do programa culminou em agressão física. Um dos candidatos partiu para cima de um dos colegas de equipe logo após sua demissão, mas a produção rapidamente apartou os dois. A assessoria da Record foi procurada, mas preferiu não comentar o assunto.

### Equipe Adapt
Durante a gravação da temporada, a equipe Adapt não concordou com uma de suas derrotas. Seus integrantes decidiram abandonar a competição, por acreditarem que foram vítimas de sabotagem para favorecimento da equipe Ello. Justus cancelou seus compromissos e conversou pessoalmente com a equipe, que acabou permanecendo na disputa. As cenas não foram exibidas no programa.

## Candidatos
Os dezesseis candidatos foram escolhidos, entre 28 mil inscritos, por perfil e adequação de proposta. Como o sexo não foi um perfil de seleção, o número de homens e mulheres não foi equivalente, fato inédito no programa. Os dez homens e seis mulheres na disputa pela vaga de sociedade foram divididos em duas equipes de forma aleatória, escolhendo os nomes Adapt e Ello na primeira tarefa para seus respectivos times.
Nesta temporada, o líder vencedor assumia o papel de conselheiro temporário nas Salas de Reunião e tinha o papel de auxiliar Justus e Longo na avaliação da equipe perdedora.
O histórico corporativo da edição culminou em um resultado favorável de 8–4 para a Ello sobre a Adapt. O vencedor Tiago de Aguiar Pereira teve como histórico final 5–7 e um recorde de liderança de 0–2; ele é detentor do histórico mais fraco entre os dez ganhadores do programa. Sua adversária no episódio final, Mariana Junqueira Reis, teve o histórico de 9–3 e um recorde de 2–1 como líder.
| Candidato (a)               | Ocupação                                                 | Equipe original | Idade | Origem               | Proposta                                          | Resultado                                     |
| --------------------------- | -------------------------------------------------------- | --------------- | ----- | -------------------- | ------------------------------------------------- | --------------------------------------------- |
| Tiago de Aguiar Pereira     | Sócio de fabricante de produtos para lavagem de carros   | Adapt           | 30    | São Carlos           | Produto de lavar carros sem água                  | Vencedor (28 de junho de 2007)                |
| Mariana Junqueira Reis      | Diretora executiva de empresa de energia                 | Ello            | 24    | Belo Horizonte       | Empresa para eficiência energética                | Finalista (28 de junho de 2007)               |
| Martha Mendes Ferreira      | Arquiteta                                                | Ello            | 34    | São José dos Campos  | Construção e venda de casas populares             | Demitida no episódio 13 (21 de junho de 2007) |
| Pedro Frazão Filho          | Diretor de arte                                          | Ello            | 28    | São Paulo            | Agência de tendências de comportamento            | Demitido no episódio 12 (19 de junho de 2007) |
| Luisa Lucas Gontijo         | Engenheira de computação / Programadora de site de busca | Adapt           | 24    | Rio de Janeiro       | Software para equipamentos hospitalares           | Demitida no episódio 11 (14 de junho de 2007) |
| Magali Barbiani             | Diretora de planejamento                                 | Adapt           | 40    | Porto Alegre         | Empresa de marketing social                       | Demitida no episódio 10 (12 de junho de 2007) |
| Renata Lorena da Conceição  | Gerente de marketing                                     | Ello            | 31    | São João del-Rei     | Agência de mídia alternativa                      | Demitida no episódio 9 (5 de junho de 2007)   |
| Eduardo Rodrigues Franklin  | Diretor industrial e de responsabilidade comercial       | Ello            | 39    | São Paulo            | Coleta seletiva de resíduos industriais           | Demitido no episódio 8 (31 de maio de 2007)¹  |
| Edison Raymundi Júnior      | Empresário de produção editorial e anticorrosivos        | Adapt           | 42    | Santo André          | Importação de condicionador de solo               | Demitido no episódio 8 (31 de maio de 2007)¹  |
| Luis Paulo Unti Demestri    | Especialista em desenvolvimento de produtos              | Ello            | 41    | São Paulo            | Instrumento de avaliação de perfil comportamental | Demitido no episódio 7 (29 de maio de 2007)   |
| Fábio Machado Taddei        | Franqueado de fabricante de óculos                       | Ello            | 27    | São Paulo            | Reflorestamento da Amazônia                       | Desistente no episódio 7 (29 de maio de 2007) |
| Antonio Carlos Braga Júnior | Diretor de empresa de tecnologia                         | Adapt           | 27    | Maringá              | Software com metodologia para CRM                 | Demitido no episódio 6 (24 de maio de 2007)   |
| Márcio Marques da Silva     | Empresário no ramo do plástico                           | Adapt           | 30    | São Paulo            | Projeto de ralo inteligente                       | Demitido no episódio 5 (22 de maio de 2007)   |
| Mariana Paschoal do Prado   | Estagiária de administração pública                      | Adapt           | 23    | Campinas             | Ferramenta para auxiliar autônomos em vendas      | Demitida no episódio 3 (15 de maio de 2007)   |
| Fernando Pacheco            | Provedor de soluções em TI                               | Ello            | 41    | Campinas             | Portal de treinamento à distância                 | Demitido no episódio 2 (10 de maio de 2007)   |
| Ricardo de Souza Pereira    | Diretor de projetos de pesquisa científica               | Adapt           | 42    | São Pedro dos Ferros | Desenvolvimento de medicamentos naturais          | Demitido no episódio 1 (8 de maio de 2007)    |

Nota 1: Justus demitiu dois candidatos no episódio 9. Edison foi demitido primeiro.

## Episódios

### Episódio 1 (08-05-2007)
- Objetivo da tarefa: Organização de uma feira livre.[10]
- Líder da Equipe Ello: Paulo
- Líder da Equipe Adapt: Tiago
- Equipe vencedora: Ello
  - Prêmio: Viagem para Buenos Aires, na Argentina.[10]
- Equipe perdedora: Adapt
  - Motivo da derrota: Confusão no planejamento, dificuldade de escolha de um tema para a feira e conflitos internos.
  - Indicados para a Sala de Reunião: Tiago, Ricardo e Luisa
- Demitido: Ricardo, por ser indicado pela equipe como a causa da derrota.[10]

### Episódio 2 (10-05-2007)
- Objetivo da tarefa: Quiz abordando conhecimentos gerais.[11]
- Líder da Equipe Ello: Pedro
- Líder da Equipe Adapt: Edison
- Equipe vencedora: Adapt
  - Prêmio: Jantar com Justus e hospedagem no Royal Palm Plaza, em Campinas.[11]
- Equipe perdedora: Ello
  - Motivo da derrota: Pior desempenho nas respostas.[11]
  - Indicados para a Sala de Reunião: Pedro, Fernando e Eduardo
- Demitido: Fernando, por ter tomado uma decisão, de acordo com Justus, "mesquinha".[11]

### Episódio 3 (15-05-2007)
- Objetivo da tarefa: Administração de hotéis no litoral de São Paulo.[12]
- Líder da Equipe Ello: Fábio
- Líder da Equipe Adapt: Mariana Prado
- Equipe vencedora: Ello
  - Prêmio: Viagem para Orlando, Flórida, para conhecer os parques e a rede hoteleira local.[12]
- Equipe perdedora: Adapt
  - Motivo da derrota: A equipe se preocupou demais com detalhes e pecou ao não oferecer serviços básicos.[12]
  - Indicados para a Sala de Reunião: Mariana Prado, Edison e Márcio
- Demitida: Mariana Prado, por ter liderado uma prova mal-sucedida.[12]

### Episódio 4 (17-05-2007)
- Objetivo da tarefa: Administrar as entregas dos pedidos de uma rede de restaurantes fast-food.[13]
- Líder da Equipe Ello: Mariana Reis
- Líder da Equipe Adapt: Magali
- Equipe vencedora: Adapt
  - Prêmio: Viagem a Paris, França.
- Equipe perdedora: Ello
  - Motivo da derrota: Desempenho levemente inferior; diferença de 7%.[13]
  - Indicados para a Sala de Reunião: Mariana Reis, Eduardo e Paulo
- Demitido: Ninguém. Justus acreditou que a perda da tarefa não foi culpa da equipe, e como os três candidatos eram fortes, preferiu mantê-los na competição.[13]
- Observações:
  - Alguns candidatos da equipe Ello questionaram a derrota. O fato foi mostrado após o resultado e comentado na Sala de Reunião.[13]
  - Fábio demonstrou interesse em deixar a competição para acompanhar o nascimento de sua filha, mas foi convencido a ficar.[13]
  - Pela primeira vez no programa, uma derrota não culminou em um candidato eliminado (na primeira edição, Justus poupou a Equipe perdedoraa, mas uma das participantes já havia deixado o programa durante a tarefa por problemas de saúde).[13]

### Episódio 5 (22-05-2007)
- Reestruturação de equipes: Os grupos foram misturados neste episódio: Edison, Luisa e Magali passaram para a equipe Ello, enquanto Paulo, Fábio, Pedro e Renata migraram para a equipe Adapt.[14]
- Objetivo da tarefa: Implementação de ação social em comunidades carentes.[14]
- Líder da Equipe Ello: Martha
- Líder da Equipe Adapt: Márcio
- Equipe vencedora: Ello
  - Prêmio: Conhecer o projeto Mais Vida em viagem para Porto de Galinhas, Pernambuco.[14]
- Equipe perdedora: Adapt
  - Motivo da derrota: O grupo teve pouco foco na tarefa, atrasando a execução.[14]
  - Indicados para a Sala de Reunião: Márcio, Braga e Renata
- Demitido: Márcio, por ter falhado na liderança da tarefa.[14]

### Episódio 6 (24-05-2007)
- Objetivo da tarefa: Criação de um documentário sobre o aquecimento global e o uso do biocombustível.[15]
- Líder da Equipe Ello: Eduardo
- Líder da Equipe Adapt: Braga
- Equipe vencedora: Ello
  - Prêmio: Viagem para Nova Iorque, jantar com Anselmo (ganhador da terceira edição), tour pelos estúdios do filme A Era do Gelo 2 e palestra com Bill Clinton.[14]
- Equipe perdedora: Adapt
  - Motivo da derrota: O vídeo e a apresentação da equipe não tiveram impacto e a equipe demonstrou conflitos e divisões entre os membros.[15]
  - Indicados para a Sala de Reunião: Braga, Paulo, Fábio, Pedro e Renata (Braga indicou Paulo e Fábio, mas Justus viu sua escolha como uma questão pessoal e exigiu que trouxesse pelo menos mais alguém. Braga então indicou também Pedro e Renata.)
- Demitido: Braga, por permitir que a equipe se atrapalhasse sob sua liderança.[15]

### Episódio 7 (29-05-2007)
- Desistente: Fábio. Ele abandonou a disputa alegando que precisava estar ao lado da família, para ver o nascimento de sua filha.[16]
- Reestruturação de equipes: Magali voltou para a equipe Adapt para equilibrar os times.[16]
- Objetivo da tarefa: Preparar um treinamento para os vendedores de um novo serviço de TV a cabo.[16]
- Líder da Equipe Ello: Luisa
- Líder da Equipe Adapt: Renata
- Equipe vencedora: Ello
  - Prêmio: Viagem para Nova Iorque, assistir a uma peça de teatro e visita aos estúdios da MGM.[16]
- Equipe perdedora: Adapt
  - Motivo da derrota: Despreparo em relação ao conteúdo didático do treinamento em detrimento à estrutura do local.[16]
  - Indicados para a Sala de Reunião: Renata, Paulo e Tiago
- Demitido: Paulo, por ter tomado uma postura que atrapalhou os trabalhos da equipe.[16]
- Observações:
  - Justus expressou seu descontentamento com a desistência de Fábio no início do episódio, pois teria poupado Braga da demissão no episódio anterior se houvesse sido informado de sua decisão.

### Episódio 8 (31-05-2007)
- Objetivo da tarefa: Ação promocional para uma operadora de celulares.[17]
- Líder da Equipe Ello: Edison
- Líder da Equipe Adapt: Pedro
- Equipe vencedora: Adapt
  - Prêmio: Viagem para Salvador (Bahia).[17]
- Equipe perdedora: Ello
  - Motivo da derrota: A equipe montou uma tenda de promoção sem a licença das autoridades.[17]
  - Indicados para a Sala de Reunião: Por decisão de Justus, todos voltaram para a Sala de Reunião.[17]
- Demitidos: Edison, por falhar como líder e não ter repreendido as ações de Eduardo, e Eduardo, por se prontificar a subornar a fiscalização caso a equipe tivesse problemas com autoridades.[17]
- Observações:
  - Esta foi a segunda demissão dupla da história do programa e a primeira durante uma tarefa convencional.

### Episódio 9 (05-06-2007)
- Objetivo da tarefa: Criar uma ação de merchandising para uma linha de tintas.[18]
- Líder da Equipe Ello: Mariana Reis
- Líder da Equipe Adapt: Tiago
- Equipe vencedora: Ello
  - Prêmio: Viagem para a África do Sul.[18]
- Equipe perdedora: Adapt
  - Motivo da derrota: Conteúdo fraco no comercial e erros na apresentação e execução.[18]
  - Indicados para a Sala de Reunião: Tiago, Renata e Magali
- Demitida: Renata, pelo seu histórico de problemas com outros participantes.[18]

### Episódio 10 (12-06-2007)
- Objetivo da tarefa: Testes de raciocínio lógico.[19]
- Líder da Equipe Ello: Martha
- Líder da Equipe Adapt: Magali
- Equipe vencedora: Ello
  - Prêmio: Visita dos familiares em um hotel no Guarujá.[19]
- Equipe perdedora: Adapt
  - Motivo da derrota: A equipe só conseguiu acertar um dos dez testes apresentados.[19]
  - Indicados para a Sala de Reunião: Magali, Tiago e Pedro
- Demitida: Magali, por não conseguir se destacar tanto ao longo das tarefas realizadas.[19]
- Observações:
  - Entre os episódios 9 e 10, foi exibido um episódio especial dedicado à exibição dos momentos mais marcantes do programa e entrevistas com os candidatos eliminados.[20]

### Episódio 11 (14-06-2007)
- Objetivo da tarefa: Preparação de uma campanha para a Fiat visando usuários com deficiências físicas.[21]
- Líder da Equipe Ello: Luisa
- Líder da Equipe Adapt: Pedro
- Equipe vencedora: Adapt
  - Prêmio: Viagem para Punta Cana, na República Dominicana.[21]
- Equipe perdedora: Ello
  - Motivo da derrota: Escolha equivocada de propaganda.[21]
  - Indicadas para a Sala de Reunião: Luisa, Mariana Reis e Martha
- Demitida: Luisa, por falta de ênfase e tendência a assumir uma posição de "bastidores".[21]

### Episódio 12 (19-06-2007)
- Reestruturação de equipes: As formações dos grupos foram alteradas novamente; Tiago e Martha trocaram de equipes.[22]
- Objetivo da tarefa: Compra de produtos pelo menor preço possível.[22]
- Líder da Equipe Ello: Mariana Reis
- Líder da Equipe Adapt: Martha
- Equipe vencedora: Ello
  - Prêmio: Viagem para Florianópolis, com estadia em um spa e resort.
- Equipe perdedora: Adapt
  - Motivo da derrota: A equipe não conseguiu bons descontos devido à pouca negociação realizada.[22]
  - Indicados para a Sala de Reunião: Martha e Pedro
- Demitido: Pedro, por escrever o nome de Justus de forma errada e afirmar que Santiago no Chile é a metrópole de negócios da América do Sul.[22]

### Episódio 13 (21-06-2007)
- Objetivo da tarefa: Realizar negociações sem nenhuma fonte de capital inicial visando o maior lucro possível; os candidatos só tiveram acesso aos seus documentos, e foram maquiados para não serem reconhecidos. A tarefa foi realizada na cidade de Santos, São Paulo.[23][24]
- Vencedora: Mariana Reis
  - Prêmio: Crédito em dinheiro para compras em lojas.[23]
- Perdedores: Martha, Tiago
  - Motivo da derrota: Os dois candidatos tiveram problemas com seus planos originais, e precisaram mudar de estratégia.[23][24]
  - Indicados para a Sala de Reunião: Martha e Tiago
- Demitida: Martha, por menor adequação de perfil e proposta de sociedade.[24]
- Observações:
  - As equipes foram extintas antes do início da tarefa e cada candidato competiu individualmente.

### Episódio 14 (26-06-2007)
- Objetivo da primeira tarefa: Apresentação das propostas de sociedade para Luiz Eduardo Baptista, presidente da Sky, e Maria Cláudia Amaro, presidente do Conselho Administrativo da TAM.
- Resultado: Os dois candidatos conseguiram convencer positivamente os entrevistadores; Maria Cláudia escolheu Mariana Reis, e Luiz Eduardo preferiu Tiago.
- Objetivo da segunda tarefa: Elaboração de uma peça de teatro de 30 minutos, uilizando os personagens de uma campanha do HSBC. A arrecadação realizada na tarefa seria transferida para instituições de caridade
  - Formação de equipes: 10 dos candidatos já eliminados voltaram para ajudar os finalistas na prova final. Tiago ficou com Eduardo, Magali, Braga, Mariana Prado e Renata. Mariana Reis escolheu Pedro, Martha, Márcio, Luisa e Paulo.
- O andamento desta tarefa se dividiu em dois capítulos.

### Episódio final (28-06-2007)
- Resultado da última tarefa: A peça de Mariana Reis foi superior em qualidade, mas Tiago conseguiu arrecadar quase três vezes mais recursos. O resultado foi considerado como empate.[25]
- Opinião dos candidatos: O grupo de Mariana Reis a considerou a candidata mais adequada. Na equipe de Tiago, Renata também preferiu Mariana Reis, destacando sua garra.
- Contratado: Tiago, por ter maior visão de negócios apesar do desempenho inferior ao de Mariana Reis ao longo do programa.[25]
- Demitida: Mariana Reis, pois Justus considerou que ainda lhe faltava um pouco para o perfil de sociedade que procurava.[26]
- Observações:
  - Tiago é o primeiro candidato premiado por Justus a nunca alcançar uma vitória como Líder. Tal fato se repetiu na sexta temporada do programa, quando Justus escolheu Marina como campeã.

## Resultados
| Candidato (a)               | Equipe     | Equipe     | Equipe     | Equipe      | Resultado                | Recorde como líder                                         |
| Candidato (a)               | Episódio 1 | Episódio 5 | Episódio 7 | Episódio 12 | Resultado                | Recorde como líder                                         |
| --------------------------- | ---------- | ---------- | ---------- | ----------- | ------------------------ | ---------------------------------------------------------- |
| Tiago de Aguiar Pereira     | Adapt      | Adapt      | Adapt      | Ello        | Vencedor                 | 0–2 (derrota nos episódios 1 e 9)                          |
| Mariana Junqueira Reis      | Ello       | Ello       | Ello       | Ello        | Demitida na Final        | 2–1 (vitória nos episódios 9 e 12, derrota no episódio 4)  |
| Martha Mendes Ferreira      | Ello       | Ello       | Ello       | Adapt       | Demitida no episódio 13  | 2–1 (vitória nos episódios 5 e 10, derrota no episódio 12) |
| Pedro Frazão Filho          | Ello       | Adapt      | Adapt      | Adapt       | Demitido no episódio 12  | 2–1 (vitória nos episódios 8 e 11, derrota no episódio 2)  |
| Luisa Lucas Gontijo         | Adapt      | Ello       | Ello       |             | Demitida no episódio 11  | 1–1 (vitória no episódio 7, derrota no episódio 11)        |
| Magali Barbiani             | Adapt      | Ello       | Adapt      |             | Demitida no episódio 10  | 1–1 (vitória no episódio 4, derrota no episódio 10)        |
| Renata Lorena da Conceição  | Ello       | Adapt      | Adapt      |             | Demitida no episódio 9   | 0–1 (derrota no episódio 7)                                |
| Eduardo Rodrigues Franklin  | Ello       | Ello       | Ello       |             | Demitido no episódio 8   | 1–0 (vitória no episódio 6)                                |
| Edison Raymundi Júnior      | Adapt      | Ello       | Ello       |             | Demitido no episódio 8   | 1–1 (vitória no episódio 2, derrota no episódio 8)         |
| Luis Paulo Unti Demestri    | Ello       | Adapt      | Adapt      |             | Demitido no episódio 7   | 1–0 (vitória no episódio 1)                                |
| Fábio Machado Taddei        | Ello       | Adapt      | Adapt      |             | Desistente no episódio 7 | 1–0 (vitória no episódio 3)                                |
| Antônio Carlos Braga Júnior | Adapt      | Adapt      |            |             | Demitido no episódio 6   | 0–1 (derrota no episódio 6)                                |
| Márcio Marques da Silva     | Adapt      | Adapt      |            |             | Demitido no episódio 5   | 0–1 (derrota no episódio 5)                                |
| Mariana Paschoal do Prado   | Adapt      |            |            |             | Demitida no episódio 3   | 0–1 (derrota no episódio 3)                                |
| Fernando Pacheco            | Ello       |            |            |             | Demitido no episódio 2   |                                                            |
| Ricardo de Souza Pereira    | Adapt      |            |            |             | Demitido no episódio 1   |                                                            |